# Північно-Західний фронт (Російська імперія)
Півні́чно-За́хідний фронт — загальновійськове оперативно-стратегічне об'єднання російських військ на Східному фронті Першої світової війни (1914—1918).

## Історія
Польове управління військами (арміями) фронту сформоване в липні 1914 року. Фронт діяв проти німецьких військ на північному напрямку. В серпні 1915 року на його основі було сформовано польове управління Західного фронту.
Військами фронту було проведено Східно-Прусська операція 1914 року з метою завдання поразки 8-й армії Німецької імперії в період з 17 серпня по 15 вересня 1914 року, яка завершилася тактичною поразкою військ фронту російської армії, але стратегічно була перемогою, яка зірвала загальний план Німецької імперії і її союзників на швидку перемогу (див. Битва під Танненбергом).

## Структура
- Польове управління (штаб)
- 1-ша армія (липень 1914 — серпень 1915)
- 2-га армія (липень 1914 — серпень 1915)
- 3-тя армія (червень — серпень 1915)
- 4-та армія (червень — серпень 1915)
- 5-та армія (вересень 1914 — червень 1915)
- 10-та армія (серпень 1914 — серпень 1915)
- 12-та армія (січень — серпень 1915)
- 13-та армія (червень — серпень 1915)

## Командувачі
- 19.07.1914-03.09.1914 — генерал від кавалерії Жилінський Яків Григорович[en]
- 03.09.1914-17.03.1915 — генерал від інфантерії Рузський Микола Володимирович
- 17.03.1915-04.08.1915 — генерального штабу генерал від інфантерії[ru] Алексєєв Михайло Васильович